# Annessione
L'annessione è l'atto tramite cui uno Stato amplia il proprio territorio, nella maggior parte dei casi a scapito di un altro Stato.

## Storia
Fino al XIX secolo l'annessione poteva anche fare seguito all'occupazione militare di territori che non sono sotto sovranità di alcuno Stato (res nullius). In tal caso, l'annessione deve essere effettiva e con l'intenzione di sottoporre il territorio alla propria sovranità, oltre che notificata agli Stati terzi, come definito dalla Convenzione di Berlino del 1885. Quando l'annessione avviene mediante accordo internazionale - specie se in cambio di contropartita in denaro (ad esempio, la cessione delle isole Caroline da parte della Spagna alla Germania nel 1899 per 25 milioni di pesetas, o la vendita della Louisiana dalla Francia agli Stati Uniti) o come compensazione per danni di guerra (es., i territori tedeschi passati al Belgio o a Polonia e Unione Sovietica) - si parla di cessione. 
Fino al termine della prima guerra mondiale e alla messa al bando dell'uso della forza come mezzo di risoluzione delle controversie internazionali, l'annessione poteva essere la conseguenza legale della sconfitta militare e debellatio dell'avversario. Durante la seconda guerra mondiale, l'impiego delle annessioni ha privato intere popolazioni dei diritti previsti dal diritto internazionale in materia di occupazione militare. I fautori della quarta Convenzione di Ginevra hanno reso molto più difficile per uno Stato l'aggiramento del diritto internazionale attraverso un'annessione.
Nel suo parere del 2004 sulla legittimità del muro di Israele, la Corte internazionale di giustizia ha ricordato che passate annessioni da parte di Israele (Gerusalemme Est) restano non riconosciute e da considerarsi "nulle", e che la costruzione del muro potrebbe trasformarsi de facto nell'annessione illecita di ulteriori parti dei territori palestinesi.

## Descrizione
L'annessione può avvenire a danno di una porzione del territorio di un altro Stato, che continua a esistere (annessione propriamente detta), oppure può riguardare l'intero territorio di un altro Stato, che cessa pertanto di esistere, specialmente se a seguito di sconfitta militare (debellatio e incorporazione). In tale caso, l'annessione era giustificata dalla necessità di mantenere la sicurezza all'interno del territorio.
L'annessione non è il contrario né della cessione né della secessione e non è sinonimo di fusione. L'annessione, difatti, è un atto unilaterale in cui il territorio viene tenuto da uno Stato e legittimato attraverso il riconoscimento generale da parte degli organismi internazionali. 
Nel diritto internazionale contemporaneo, l'annessione illegale di un territorio da parte di una potenza occupante si deve considerare privo di effetti giuridici (si veda l'esempio del Sahara Occidentale e della Crimea). Per la Corte internazionale di giustizia, l'art. 1 della quarta Convenzione di Ginevra, disposizione comune alle quattro Convenzioni di Ginevra, comporta l'obbligo di ogni Stato parte a tale Convenzione, che sia parte o meno di un determinato conflitto, di fare rispettare le disposizioni degli strumenti pattizi che fondano il precetto di diritto internazionale umanitario secondo cui tutti gli Stati sono obbligati a non riconoscere la situazione illecita in questione.

## Esempi
- Nel 1936 l'Italia sconfisse e annesse l'Etiopia, e l'aggressione a un altro Stato membro della Società delle Nazioni costò all'Italia pesanti sanzioni e l'isolamento internazionale.[7] L'annessione italiana dell'Etiopia fu inizialmente riconosciuta de facto (1937) e de iure (1938) dal Regno Unito, quindi tale riconoscimento venne revocato (1939).[8]

- Nel 1938 la Germania nazista si annetté l'Austria (Anschluss)[9] e in seguito anche parte della Cecoslovacchia (i Sudeti). La tentata annessione nazista di Danzica nel 1939, con la contemporanea invasione della Polonia, scatenò la seconda guerra mondiale. La Germania aveva già annesso, negli anni precedenti, la città lituana di Memel (Klaipėda).

- L'Unione Sovietica nel 1940 occupò e annesse illegalmente Estonia, Lettonia e Lituania. Per i tre Stati baltici, indipendenti dal primo dopoguerra, quella del 1991 non fu una secessione o una nuova indipendenza, ma piuttosto la restaurazione della sovranità precedente, sospesa durante l'illegale occupazione sovietica.

- I rappresentanti del Tibet a Pechino, nella Repubblica Popolare Cinese hanno firmato nel 1951 l'accordo dei 17 punti, riconoscendo la sovranità cinese sul territorio tibetano.

- Nel 1954 Dadra e Nagar Haveli, ex colonia del Portogallo in India, è diventata territorio indiano.

- Il Sikkim fu uno Stato indipendente fino al 1975, anno in cui fu annesso all'India.

- Nel 1954 il territorio di Ogaden, dopo essere stato annesso alla Somalia italiana e dopo 13 anni di occupazione da parte del Regno Unito, fu annesso all'Etiopia.

- Nel 1955 lo scoglio isolato di Rockall fu annesso al Regno Unito. Attualmente è conteso da quattro Paesi (Islanda, Irlanda, Regno Unito e Danimarca).

- Nel 1969 la Nuova Guinea Occidentale fu annessa all'Indonesia.

- Nel 1970 il Sudafrica dell'apartheid annette l'Africa del Sud-Ovest (attuale Namibia). Il Consiglio di sicurezza delle Nazioni Unite dichiara nulla tale annessione con la risoluzione 276/1970 e la Corte internazionale di giustizia afferma l'obbligo degli Stati di non riconoscere tale annessione (Parere 1971). La Namibia ottiene l'indipendenza nel 1990.[10]

- A seguito di un'invasione da parte dell'Indonesia nel 1975, il territorio di Timor Est passò all'Indonesia. Quest'annessione non fu mai riconosciuta dalle Nazioni Unite e la popolazione ha resistito in una campagna di guerriglia prolungata con l'Indonesia fino al 1999, anno in cui vi fu la crisi di Timor Est e l'UNTAET. Nel 2002 Timor Est divenne Stato indipendente.

- Nel 1975, in seguito agli accordi tra Marocco, Mauritania e Spagna, quest'ultima si ritirò dal territorio del Sahara Occidentale e cedette l'amministrazione agli altri due Paesi. L'area fu infine completamente annessa al Marocco, anche se ciò resta contestato dal Fronte Polisario in base al diritto alla decolonizzazione.

- Nel 1990 l'Iraq invase e annesse il Kuwait. L'ONU dichiara tale annessione nulla e non avvenuta con la Risoluzione 662/1990 del Consiglio di sicurezza e chiede a tutti gli Stati membri di non riconoscerla. Con la guerra del Golfo, una coalizione ONU si propose di ristabilire la sovranità e indipendenza kuwaitiana.

- Nel 1990 la Germania Occidentale si riunificò con la Germania Orientale: in tale atto diversi storici e analisti hanno ravvisato le caratteristiche di una annessione della seconda da parte della prima[11][12][13].

- Nel 2014 la Russia ha occupato militarmente la Crimea ucraina e l'ha quindi annessa in seguito a un referendum.[14]